# La Merced, Jalisco
La Merced är en ort i Mexiko.   Den ligger i kommunen Lagos de Moreno och delstaten Jalisco, i den centrala delen av landet, 400 km nordväst om huvudstaden Mexico City. La Merced ligger 1 926 meter över havet och antalet invånare är 485.
Terrängen runt La Merced är platt åt sydost, men åt nordväst är den kuperad. Runt La Merced är det ganska tätbefolkat, med 56 invånare per kvadratkilometer. Närmaste större samhälle är Lagos de Moreno, 15,8 km sydväst om La Merced. Trakten runt La Merced består till största delen av jordbruksmark.